# Stanislav Viktorovič Čaplin
Stanislav Viktorovič Čaplin (Vyšnij Voločëk, 20 luglio 1932 – 28 aprile 2013) è stato un regista sovietico.

## Filmografia parziale

### Regista
- Chotite - ver'te, chotite - net... (1964)
- Groza nad beloj (1968)